# Supernova (programa de televisão)
Supernova foi um programa exibido pela MTV Brasil entre 1999 e 2002.
Seu nome foi baseado em uma "nova fase" da MTV Brasil, começada em 1999 com a saída de tradicionais talentos desde a sua criação em 1990, pela entrada de novos e inovadores talentos, por uma primeira grande reforma gráfica desde a sua fundação (incluindo o primeiro desligamento do logotipo institucional aos traços originais determinados pela direção da MTV Networks dos Estados Unidos desde 1981), e por uma abertura editorial do canal a novas tendências musicais e culturais em evidência de 1997 a 2002.
Durante suas várias fases, o programa basicamente se manteve o mesmo: estreia de clipes e novidades dos artistas.
Em 1999, o Supernova tinha 4 faixas diferentes, mas após alguns meses a terceira faixa foi dividida em duas, deixando 5 edições diárias:
Supernova 1, às 12h30: Chris Couto apresentava a primeira edição, que focava mais em notícias e apresentava clips de pop/rock mais maduro e estabelecido, como Madonna, U2 e Alanis Morissette.
Supernova 2, às 13h45: Começou como o único a ser gravado em externas com apresentação de Chris Nicklas quando o Supernova ainda tinha 4 faixas. Esse formato mais tarde originaria o programa Chamada MTV. O Supernova então passou a ser ao vivo e sempre apresentado clipes pop mais comerciais como Britney Spears, Backstreet Boys, Spice Girls e brasileiros como Jota Quest, Rouge e Sandy & Junior.
Supernova 3, às 15h: Antes com uma faixa mais longa e apresentado por Marina Person, a terceira edição foi dividida em duas e era separada pelo programa Gordo Pop Show. A edição fazia a transição de Pop para Rock e era apresentada pela VJ Didi Wagner, então estreante na MTV.
Supernova 4, às 16h15: Mais focado em rock comercial, como Linkin Park e Detonautas, era apresentado pelo também estreante Marcos Mion, que vinha da TV Globo, onde era ator do seriado Sandy & Junior.
Supernova 5, às 20h30: Apresentado pela veterana VJ Soninha, era focado mais em música alternativa como Radiohead e bandas mais estabelecidas, como Nação Zumbi.
Em 2000, a MTV acabou com a maioria das edições do Supernova quando estreou novos programas como o Central MTV, Resposta MTV e Contato MTV. A faixa vespertina passou a ser ocupada por uma única edição do Supernova, ao vivo, com 3 horas de duração e apresentação dos VJs Didi Wagner e Marcos Mion juntos. Foi nessa época que o programa deixou a sua marca, quando os apresentadores recebiam ligações de telespectadores ao vivo, estreavam clipes e participavam de desafios, normalmente sendo obrigados a "pagar micos" no ar. Foi o que deu origem a programas que seriam apresentados por Mion posteriormente, como o Micon e o Piores Clipes do Mundo, já que revelou o lado irreverente do VJ.